# Cystobranchus moorei
Cystobranchus moorei är en ringmaskart som först beskrevs av Moore 1936.  Cystobranchus moorei ingår i släktet Cystobranchus och familjen fiskiglar. Inga underarter finns listade i Catalogue of Life.